# Kostel svatého Mikuláše (Krásná Hora nad Vltavou)
Kostel sv. Mikuláše je farní kostel římskokatolické farnosti Krásná Hora nad Vltavou, vystavěný v letech 1850–1854. Nachází se na západním okraji městečka naproti budově školy. Od roku 1965 je chráněn jako kulturní památka.

## Historie a popis
Na místě současného kostela stával původně jiný kostel, jeho podoba se však nedochovala. První písemné zmínky o kostele v Krásné Hoře jsou z roku 1363. Kostel byl založen řádem premonstrátského kláštera v Milevsku. Počátkem 19. století byl již ve velmi špatném stavu, takže bohoslužby byly slouženy jinde; dne 26. února 1839 se samovolně zřítil.

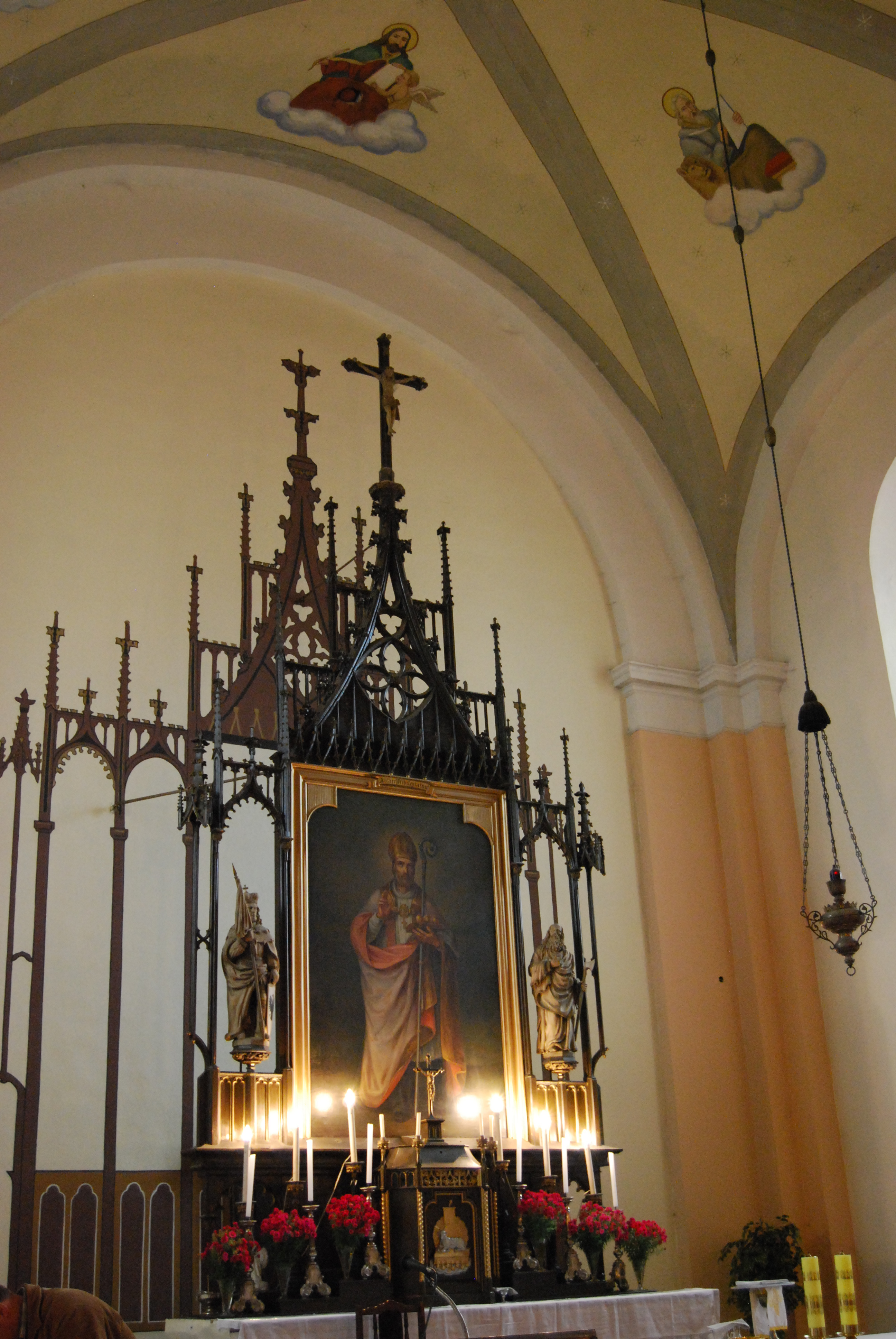
Hlavní oltář

Stavba nového kostela započala až po více než deseti letech, roku 1850, a dokončen byl koncem roku 1854. Autorem stavby byl sedlčanský zednický mistr Fr. Tenza.
Krásnohorský kostel je vystavěný bez jakéhokoli stavebního slohu, není zde ani stopy po napodobení některého z historických slohů. Loď i okna jsou vyvedeny prostou obloukovou klenbou. Stavba byla zjevně vedena snahami o co největší kapacitu za co nejmenších finančních nákladů. Výsledná kostelní budova je tedy proti jiným místním kostelům velice prostorná, nicméně velice jednoduchá.
V západní části kostela u hlavního vchodu je předsíň s božím hrobem, odkud vedou schody na kůr. Hlavní loď má rozměry 22,5 × 21 m, čtyřmi čtverhrannými sloupy je rozdělena na tři části. V presbytáři je hlavní oltář s obrazem sv. Mikuláše od F. P. Missenbecka a kazatelna s gotickou věžičkou. Okna jsou obloukově zaklenutá, zdobená barevnými vitrážemi českých patronů sv. Jana, Vojtěcha, Václava, Anežky, Lidmily a Prokopa; zároveň nesou informace o dárcích, kteří na jejich výzdobu přispěli.
Okolo kostela býval hřbitov; od roku 1857 je přemístěn na novém pozemku na jihozápadě města. Od roku 1890 je prostranství osázeno lipami, z nichž však část byla vykácena při pozdějších rekonstrukčních pracích.
Před kostelem se nachází velký dřevěný kříž. Začátkem 21. století proběhla na kostele rekonstrukce střechy a fasády a instalováno vnější osvětlení.